# Amico Ricci
Amico Ricci Petrocchini, Petruccini ou Petruchini (né à Macerata en 1794 et mort à Modène en 1862) est un marquis, historien de l'Art italien. 

## Biographie
Amico Ricci naît à Macerata dans une famille noble. Il est fait chevalier de l'Ordre des Saints-Maurice-et-Lazare et nommé membre de l'Accademia dei Catenati de Macerata en reconnaissance de ses dissertazioni. 
Il est surtout connu pour son Memorie storiche delle arti e degli artisti della Marca di Ancona (1834), la première étude systématique de l'histoire de l'Art dans les Marches. Il compose également plusieurs cantates pour alto (1862).
Il meurt à Modène en 1862.

## Publications
- Elogio del pittore Gentile da Fabriano, Macerata, Giuseppe Mancini Cortesi, 1829.
- Le belle arti nella città di Gubbio, Bologne, Romano Turchi, 1831.
- Operette di belle arti, Bologne, Romano Turchi, 1831.
- Memorie storiche delle arti e degli artisti della Marca di Ancona, Macerata, Alessandro Mancini, 1834, 2 volumes ( Volume I ).
- Compendio delle memorie istoriche delle arti e degli artisti della marca d'Ancona, Bologne, Sassi alla Volpe, 1835.
- Dello stato geografico e politico del Piceno dopo la guerra marsica o sociale fino alla pontificia dominazione, Roma, Boulzaler, 1836.
- Dell'anello nuziale. Epistola del marchese Amico cavalier Ricci per le nozze della sorella Alba con il nobil uomo signor Giuseppe Lazzarini , Macerata, Cortesi, 1837.
- Necrologia dell'abate Michele Colombo, in Giornale letterario-scientifico di Modena, Giugno 1838.
- Monumento di Andrea Manfredi da Faenza, 13º generale dell'ordine de 'Servi, Bologne, Jacopo Marsigli, 1840.
- Torri degli Asinelli e Garisendi, Torino, Fontana, 1840.
- Iscrizione sepolcrale di Guido Reni ed Elisabetta Sirani esistente à San Domenico di Bologna, Bologne, Marsigli, 1842.
- Degli uomini illustri di Macerata, Rome, Tipografia delle belle arti, 1847.
- Sulle arti degli antichissimi popoli. Lezioni , Pérouse, Bartelli, 1847.
- Storia dell'architettura in Italia dal secolo IV al XVIII, Modène, appareil photo régio-ducal, 1857-1859, 3 voll. Ristampa anastatica: Bologne, Forni, 1967.